# Sörbo, Smedjebacken kommun
Sörbo är en bebyggelse vid östra stranden av Södra Barken i Smedjebackens kommun. Sedan 2020 har SCB avgränsat bebyggelsen till en småort.